# Сліпець Степан Павлович
Степа́н Па́влович Сліпець (25 лютого 1929 , Михайлівка, Канівський район, Шевченківська округа, Українська СРР, СРСР і Михайлівка, Шевченківська округа ) — український та радянський архітектор. Лауреат Шевченківської премії 1981 року.

## Біографія
Народився 25 лютого 1929 року в селі Михайлівка, тепер Канівський район, Черкаська область, Україна.

Пережив Голодомор 1932–1933 років. З його спогадів:
|  | «Жах голоду 1932–33 років і за своєю сатанинською організацією, і за наслідками не забудеться ніколи. …Залишився смак хліба в роті — хліба, що пекла мама в ті голодні роки. Щось дуже терпке, жорстке, замішане, здається на малясі, від якої мене дуже нудило. А коли нас нудило, то мама давала нам нюхати пляшку з-під дьогтю. І це допомагало. …Померла мати, брат і дві сестри, а ми зі старшою сестрою вижили…» |

.
Закінчив 1954 року Київський інженерно-будівельний інститут.
Проектував такі споруди: мисливська база Конотопського лісництва Сумської області (1962–1963), санаторій «Карпати» в Чинадієвому Закарпатської області (1963–1980); музично-драматичний театр у Сумах (1960–1979), музично-драматичний театр в Івано-Франківську (1967–1980) — у співавторстві з В. Зарецьким.
Серед інших проектів: пам'ятник М. П. Драгоманову в Києві — 2003, бронзова композиція «Берегиня» в Забір'ї Києво-Святошинського району — 2005, з написом «Боже, Великий, Єдиний, нам Україну храни» — у співавторстві з архітектором О. С. Красноголовцевим).
Лауреат Шевченківської премії 1981 року — разом з М. П. Лушпою, А. Ю. Чорнодідом, І. Л. Петровою — за проект Сумського театру драми і музичної комедії ім. М. С. Щепкіна.
Вийшли друком його ліричні роздуми «Роде наш красний (Чому так сумно кували зозулі)» — Київ : «Задруга», 2007.
22 листопада 2013 року у Центральній бібліотеці ім. Т. Г. Шевченка для дітей міста Києва відбувся захід «Згадаймо живих і ненароджених» — організований в ході роботи спільного із ліцеєм № 142 клубу «Досвіт». На цей захід був запрошений як свідок тих подій Степан Сліпець.